# (473108) 2015 HC173
(473108) 2015 HC173 es un asteroide perteneciente al cinturón de asteroides, descubierto el 27 de octubre de 2005 por el equipo del Spacewatch desde el Observatorio Nacional de Kitt Peak, Arizona, Estados Unidos.

## Designación y nombre
Designado provisionalmente como 2015 HC173.

## Características orbitales
2015 HC173 está situado a una distancia media del Sol de 2,443 ua, pudiendo alejarse hasta 2,760 ua y acercarse hasta 2,127 ua. Su excentricidad es 0,129 y la inclinación orbital 2,837 grados. Emplea 1395 días en completar una órbita alrededor del Sol.

## Características físicas
La magnitud absoluta de 2015 HC173 es 17,6.